# Taktlos Festival
Das Taktlos Festival ist ein 1984 gegründetes „Festival für zeitgenössische Musik, Jazz, Freejazz und improvisierte Musik“ in Zürich. Der Verein Fabrikjazz kuratierte das Festival von 1984 bis 2017. Seit 2018 wird das Festival vom Verein Taktlos veranstaltet. In den ersten Jahrzehnten (bis 2005) fand das Festival auch in Basel statt.
Das Taktlos Festival präsentiert an drei Tagen in der Zürcher Roten Fabrik (und früher auch im Gare du Nord (Basel)) ein Programm mit Solisten und Gruppen aus der Schweiz, vor allem aber aus dem Ausland. Musiker wie Borah Bergman, Evan Parker, Irene Schweizer, Hans Koch, Fred Frith (etwa im Duo mit Carla Kihlstedt), Ken Vandermark und Mats Gustafsson, Zeena Parkins / Ikue Mori, Matthew Shipp (Invisible Touch at Taktlos Zürich, 2017) oder die Gruppe AMM sind dort aufgetreten. Dabei wird die Spanne zwischen zeitgenössischen Kompositionen, Jazz und Neuer Improvisationsmusik abgebildet. Das Festival ist geprägt von der Suche nach interessantem Neuen; dabei hat es sich „zu einem Ereignis entwickelt, das garantiert nicht die etablierten Stars präsentiert, sondern immer wieder neue Musikerinnen und Musiker und Projekte zu Tage fördert.“ Auch nach Einschätzung der Neuen Zürcher Zeitung gelingt es den Veranstaltern immer wieder, „willkürlich und kompetent musikalische Originale aufzubieten und periphere Genres zu präsentieren.“
Die Konzerte des Taktlos Festivals werden im Sommer regelmässig auf DRS2 ausgestrahlt. Einige Konzerte wurden auf dem Zürcher Label Intakt und auf anderen Labels dokumentiert.